# Vielist
Vielist is een ortsteil van de Duitse gemeente Grabowhöfe in de deelstaat Mecklenburg-Voor-Pommeren. Tot 1 januari 2013 was Vielist een zelfstandige gemeente.

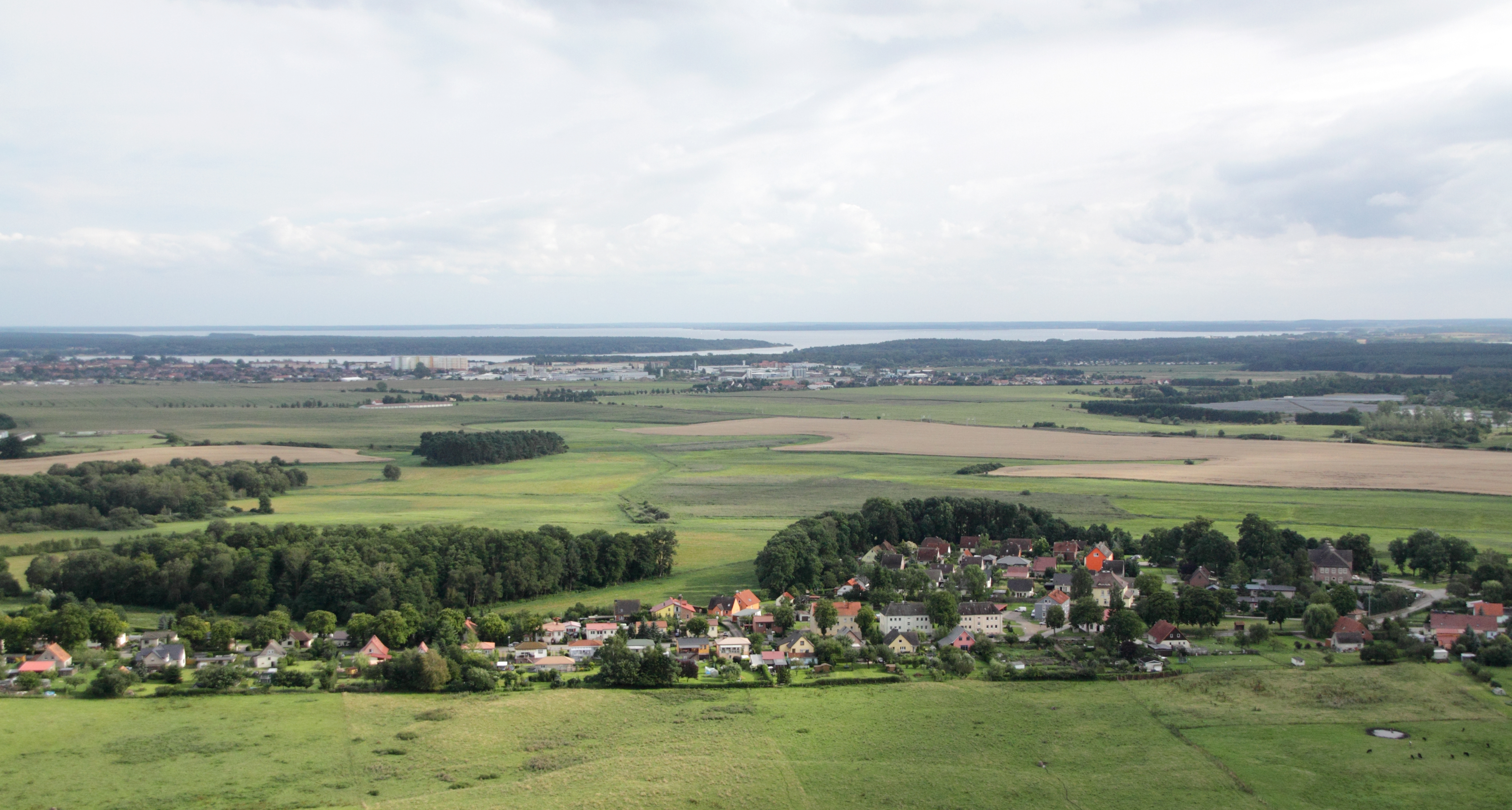
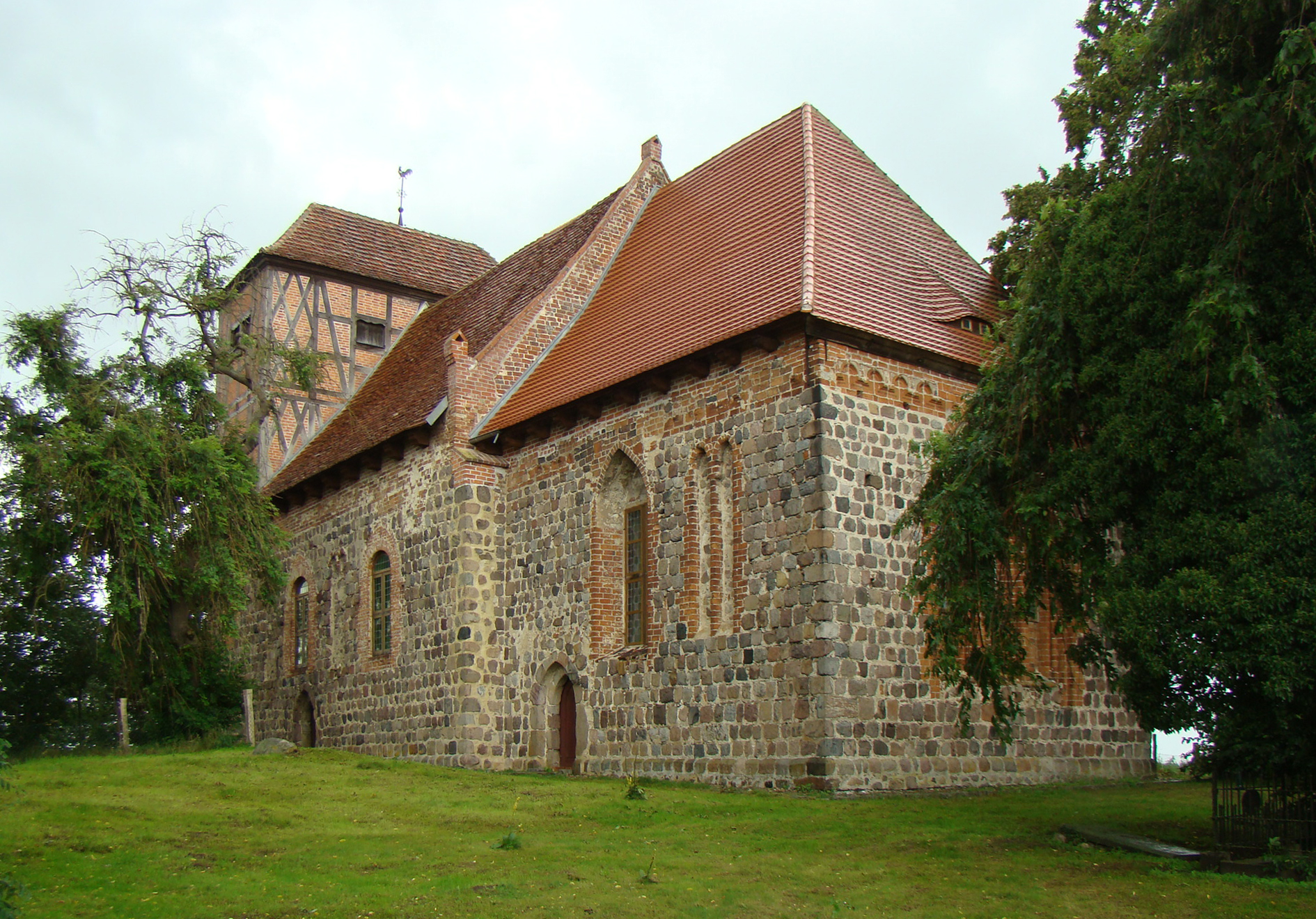
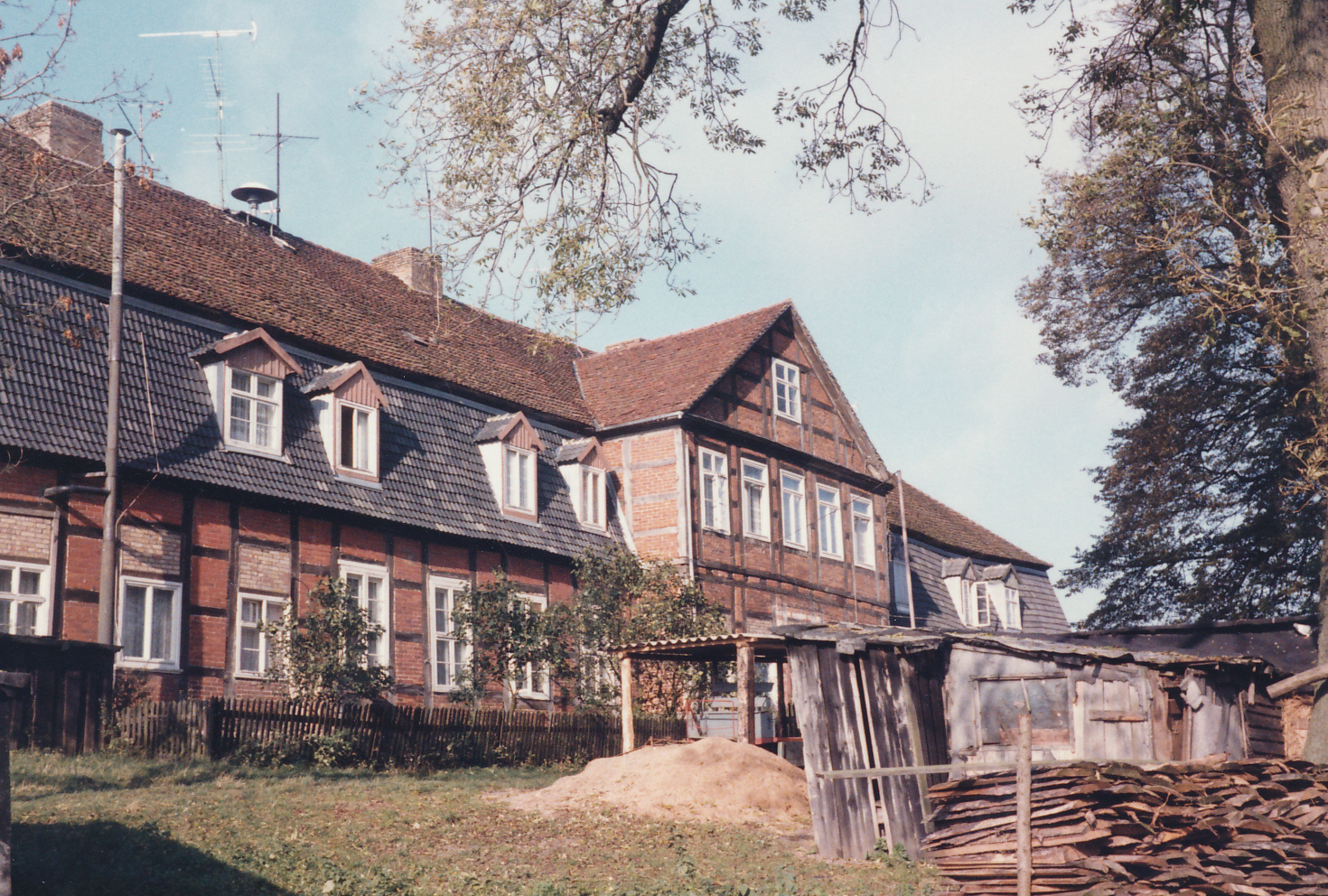
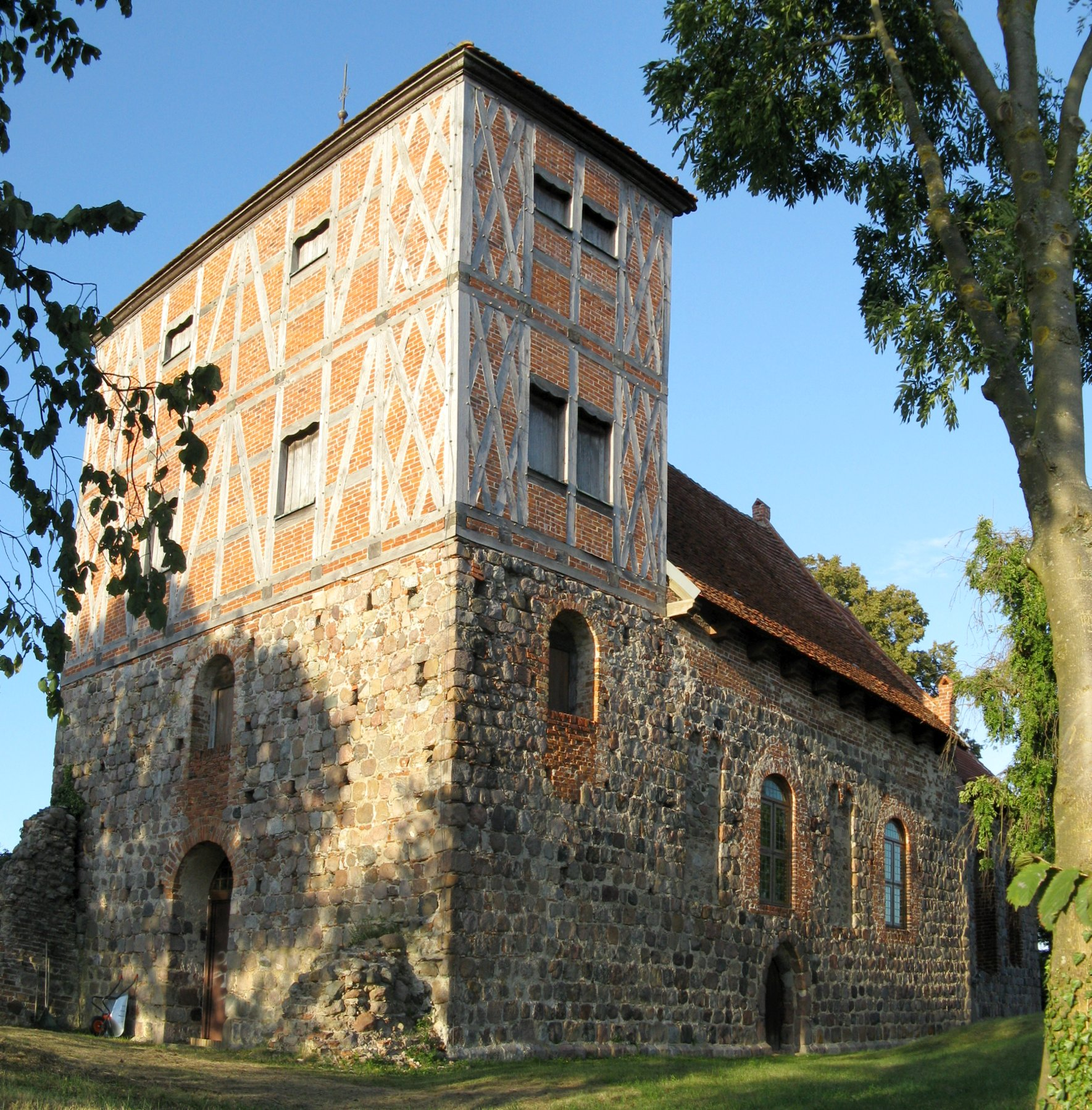